# Prismatocarpus altiflorus
Prismatocarpus altiflorus är en klockväxtart som beskrevs av L'hér. Prismatocarpus altiflorus ingår i släktet Prismatocarpus och familjen klockväxter. Inga underarter finns listade i Catalogue of Life.